# Ле-Плесси-Гассо
Ле-Плесси-Гассо  (фр. Le Plessis-Gassot) — муниципалитет во Франции, в регионе Иль-де-Франс, департамент Валь-д'Уаз. Население — 75 человек (1999).
Муниципалитет расположен на расстоянии около 21 км севернее Парижа, 26 км восточнее Сержи.

## Демография
Динамика населения (Cassini и INSEE):